# Болоњ
Болоњ (фр. Bologne) насеље је и општина у североисточној Француској у региону Шампањ-Арден, у департману Горња Марна која припада префектури Шомон.
По подацима из 2011. године у општини је живело 1.879 становника, а густина насељености је износила 60,11 становника/km². Општина се простире на површини од 31,26 km². Налази се на средњој надморској висини од 241 метар.

## Демографија
| 1962. | 1968. | 1975. | 1982. | 1990. | 1999. | 2011. |
| ----- | ----- | ----- | ----- | ----- | ----- | ----- |
| 1.955 | 2.151 | 2.231 | 2.131 | 2.041 | 1.943 | 1.879 |

График промене броја становника у току последњих година